# OhmyNews
OhmyNews (오마이뉴스) este un ziar online din Coreea de Sud. A fost înființat în 2000.